# Tonka Bay
Tonka Bay – miasto w Stanach Zjednoczonych, w stanie Minnesota, w hrabstwie Hennepin.